# Andrew Oikonomou
Andreas Ioannis Oikonomou (in greco Ανδρέας Ιωάννης Οικονόμου?; fl. XX secolo) è stato un maratoneta greco.
Partecipò alla maratona dei Giochi olimpici di Saint Louis 1904, dove giunse quattordicesimo.